# DC Vegesack Bremen
Der DC Vegesack Bremen (Dart Club Vegesack Bremen) ist ein deutscher Dartverein aus Bremen. Er wurde 1986 gegründet.

## Erfolge
Der Verein gewann 2006 und 2009 bis 2012 jeweils die offizielle deutsche Dartmannschaftsmeisterschaft des Deutschen Dart-Verbandes. Außerdem wurde er 2004 und 2012 Deutscher Pokalsieger. 2015 wurde der DC Vegesack Bremen wieder Deutscher Dartmannschaftsmeister und gewann somit knapp vor dem 1. Dart-Club O.A. Lauffen/N e.V.